# Yitzhak Brik
Yitzhak Brik (hebreiska: יצחק בריק, född 7 november 1947 i kibbutzen Gal On i södra Israel, är en israelisk militär. 
Han har tjänstgjort i pansartrupperna och var kompanichef under Jom Kippur-kriget 1973 och senare brigadchef. Han var senare chef för Israels militärhögskolor samt mellan 2008 och 2018 militärombudsman under Israels försvarsministerium. Närmare pensioneringen 2018, och i än högre grad efteråt, blev Brik känd som en skarp kritiker av den israeliska arméns  beredskap mot krigshot. Han själv har kritiserades för att vara en domedagsprofet.